# Lepnica smukła
Lepnica smukła (Silene conica) – gatunek rośliny z rodziny goździkowatych. Występuje w Europie zachodniej i południowej oraz w Azji południowo-zachodniej. W Polsce rośnie tylko zawlekana w zachodniej części kraju.

## Morfologia

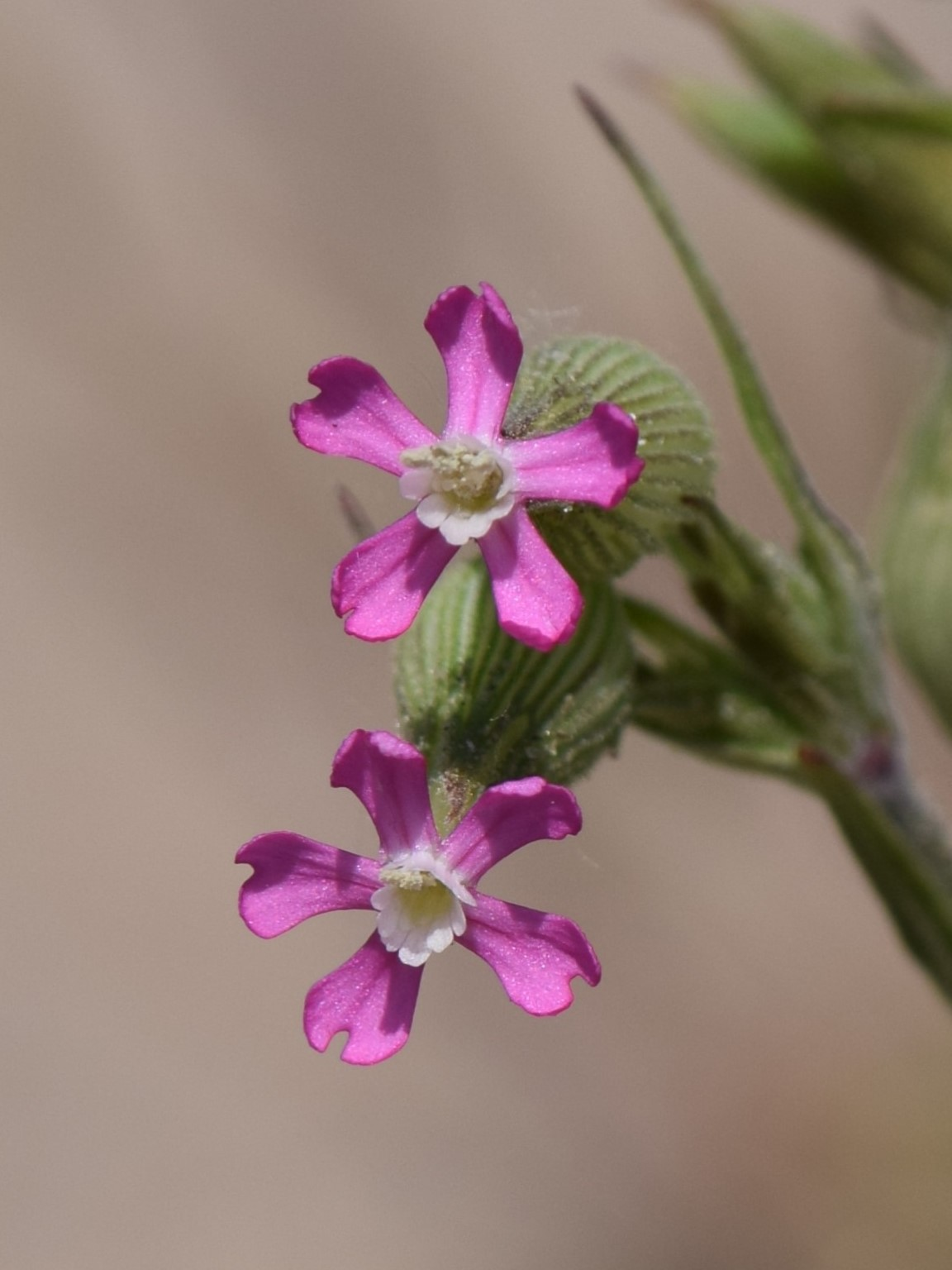
Kwiaty

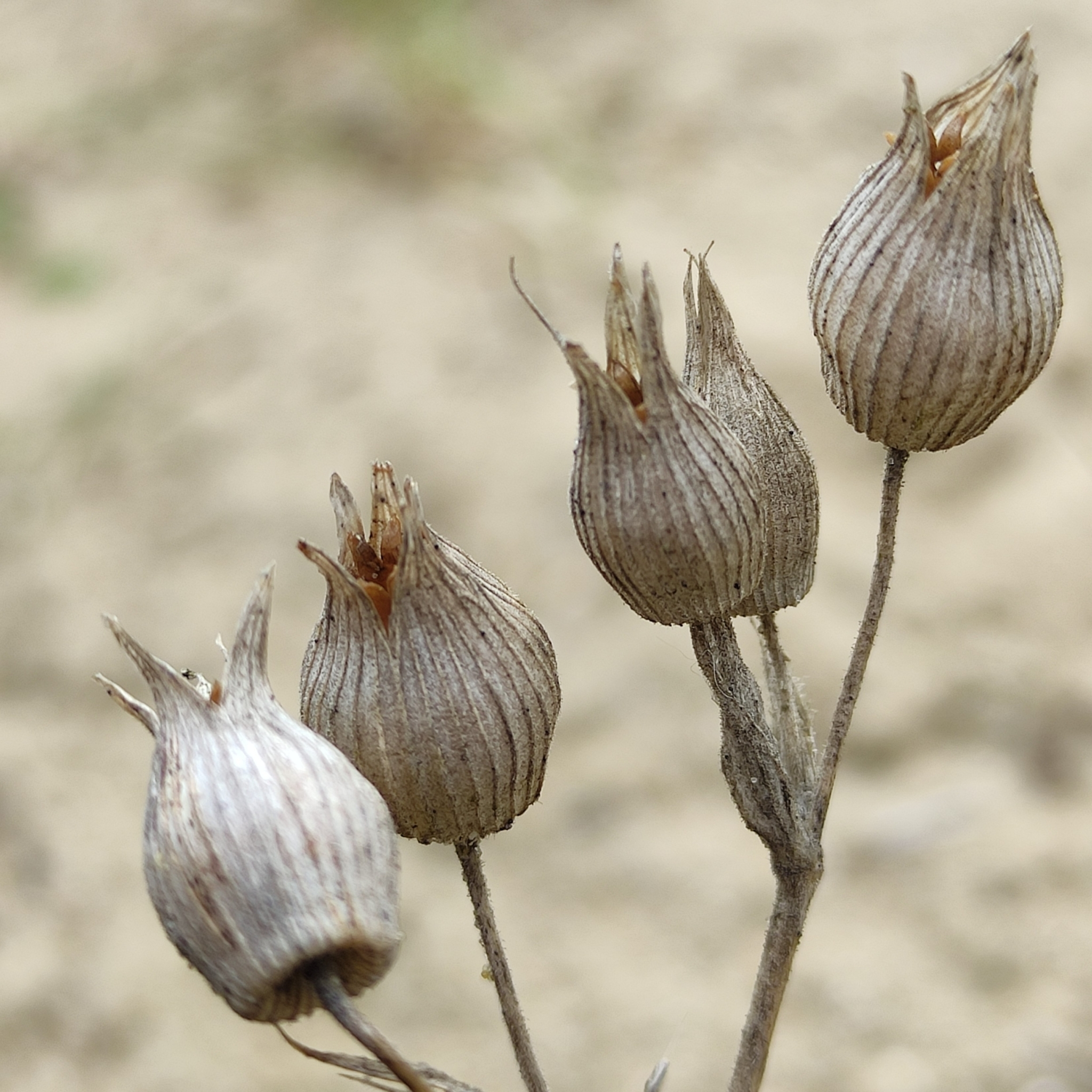
Owoce

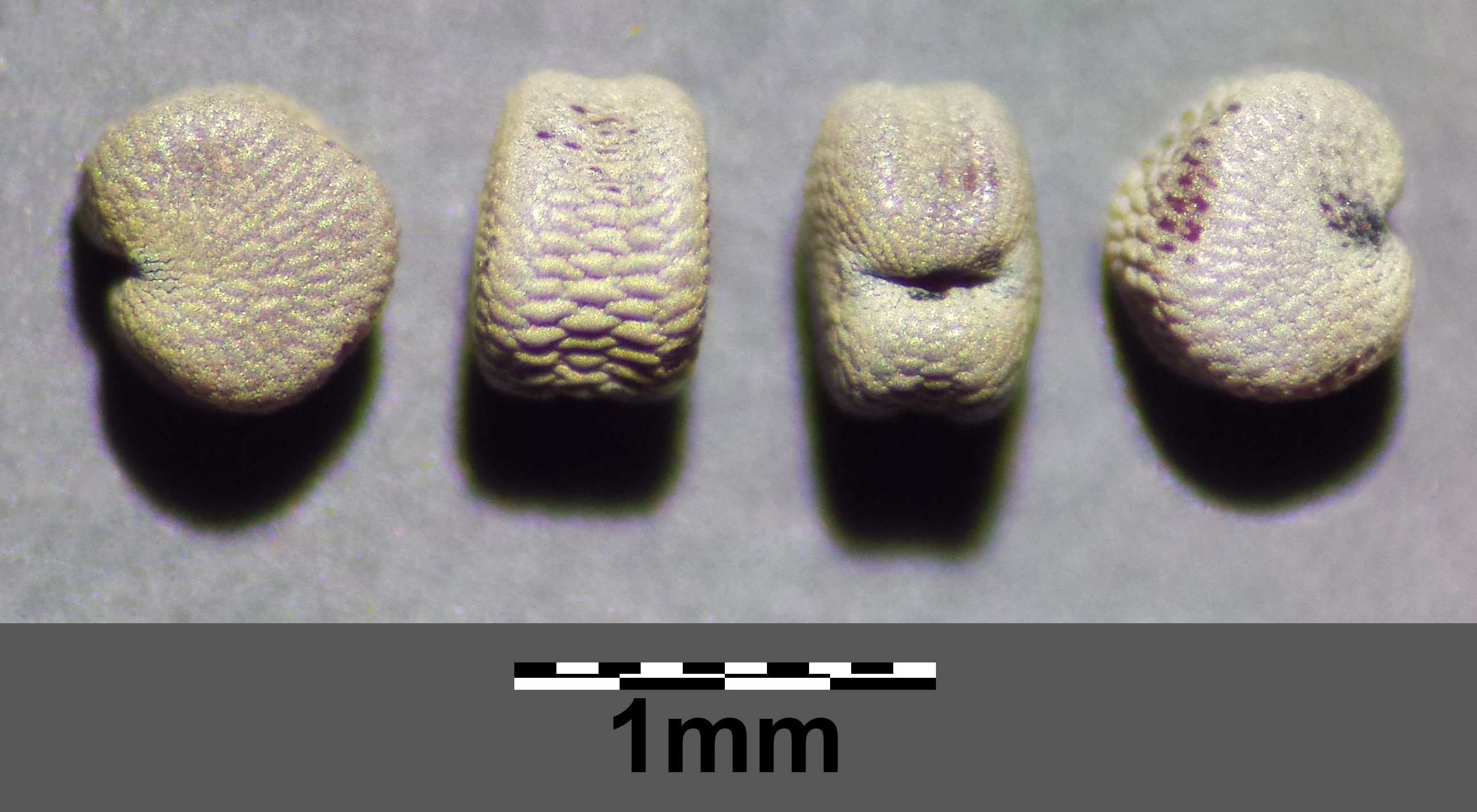
Nasiona

PokrójRoślina o wysokości od 10 do 45 cm, gęsto owłosiona, włoski krótkie i proste, w górnej części pędu także z włoskami gruczołowatymi.
LiścieRównowąskie lub wąskolancetowate, zaostrzone i jednonerwowe. Osiągają do 5,5 cm długości i 0,5 cm szerokości. Dolne liście nieco łopatkowato rozszerzone na końcach i, z powodu skrócenia międzywięźli, skupione w przyziemnej rozecie.
KwiatyNieliczne (do 8 na łodydze) i obupłciowe. Wyrastają na długich szypułkach w dwuramiennej, ale zwykle niesymetrycznej wierzchotce. Kielich zrosłodziałkowy, cylindryczny, gruczołowo owłosiony, o długości do 10–17 mm. Wyraźnie widocznych jest na nim 30 zielonych, równoległych wiązek przewodzących. Płatki o długości do 20 mm są różowe lub białe. Zaopatrzone są w przykoronek w postaci dwóch łatek. Szyjek słupka 3, pręcików 10, w dolnej części z nitkami gęsto owłosionymi.
OwocJajowatokulista torebka o długości do 12 mm (rzadko nieco większa). Zawiera nasiona nerkowate, o długości do 0,9 mm, brązowe, pokryte szarym nalotem i nieco bruzdowane.

## Biologia i ekologia
Roślina jednoroczna zakwitająca od maja do lipca. Rośnie na polach i przydrożach, w miejscach piaszczystych.